# Калдес
Калде́с (кат. Calders) - муніципалітет, розташований в Автономній області Каталонія, в Іспанії. Код муніципалітету за номенклатурою Інституту статистики Каталонії - 80348. Знаходиться у районі (кумарці) Бажас (коди району - 07 та BG) провінції Барселона, згідно з новою адміністративною реформою перебуватиме у складі Баґарії (округи) Центральна Каталонія. 

## Населення
Населення міста (у 2007 р.) становить 868 осіб (з них менше 14 років - 15,8%, від 15 до 64 - 65,6%, понад 65 років - 18,7%). У 2006 р. народжуваність склала 8 осіб, смертність - 4 особи, зареєстровано 1 шлюб. У 2001 р. активне населення становило 383 особи, з них безробітних - 28 осіб.

Серед осіб, які проживали на території міста у 2001 р., 690 народилися в Каталонії (з них 497 осіб у тому самому районі, або кумарці), 83 особи приїхали з інших областей Іспанії, а 15 осіб приїхало з-за кордону. 

Університетську освіту має 16,2% усього населення. 

У 2001 р. нараховувалося 288 домогосподарств (з них 21,5% складалися з однієї особи, 24,3% з двох осіб,24,3% з 3 осіб, 21,2% з 4 осіб, 6,6% з 5 осіб, 1,7% з 6 осіб, 0,3% з 7 осіб, 0% з 8 осіб і 0% з 9 і більше осіб).

Активне населення міста у 2001 р. працювало у таких сферах діяльності : у сільському господарстві - 5,4%, у промисловості - 26,8%, на будівництві - 10,7% і у сфері обслуговування - 57,2%. 

 У муніципалітеті або у власному районі (кумарці) працює 218 осіб, поза районом - 261 особа.

### Безробіття
У 2007 р. нараховувалося 20 безробітних (у 2006 р. - 30 безробітних), з них чоловіки становили 55%, а жінки - 45%.

## Економіка

### Підприємства міста

#### Промислові підприємства
| \| Промислові підприємства міста, за сферою діяльності \| Промислові підприємства міста, за сферою діяльності \| Промислові підприємства міста, за сферою діяльності \| \| Рік \| 2002 р. \| 2001 р. \| \| --------------------------------------------------- \| --------------------------------------------------- \| --------------------------------------------------- \| \| Енергетичні та водні ресурси \| 6,7% \| 5,9% \| \| Хімія та метали \| 0% \| 0% \| \| Переробка металів \| 20% \| 11,8% \| \| Продукти харчування \| 20% \| 23,5% \| \| Текстиль \| 33,3% \| 35,3% \| \| Виробництво меблів, видання \| 13,3% \| 11,8% \| \| Інше \| 6,7% \| 11,8% \| \| Усього підприємств \| 15 \| 17 \| |         |         |
| Промислові підприємства міста, за сферою діяльності |         |         |
| Рік | 2002 р. | 2001 р. |
| Енергетичні та водні ресурси | 6,7%    | 5,9%    |
| Хімія та метали | 0%      | 0%      |
| Переробка металів | 20%     | 11,8%   |
| Продукти харчування | 20%     | 23,5%   |
| Текстиль | 33,3%   | 35,3%   |
| Виробництво меблів, видання | 13,3%   | 11,8%   |
| Інше | 6,7%    | 11,8%   |
| Усього підприємств | 15      | 17      |

#### Роздрібна торгівля
| \| Підприємства роздрібної торгівлі міста, за сферою діяльності \| Підприємства роздрібної торгівлі міста, за сферою діяльності \| Підприємства роздрібної торгівлі міста, за сферою діяльності \| \| Рік \| 2002 р. \| 2001 р. \| \| ------------------------------------------------------------ \| ------------------------------------------------------------ \| ------------------------------------------------------------ \| \| Продукти харчування \| 37,5% \| 33,3% \| \| Одяг та взуття \| 0% \| 0% \| \| Товари для дому \| 0% \| 0% \| \| Книги та періодичні видання \| 0% \| 0% \| \| Промислова хімічна продукція \| 25% \| 22,2% \| \| Продукція, пов'язана з транспортними засобами \| 12,5% \| 11,1% \| \| Інше \| 25% \| 33,3% \| \| Усього підприємств \| 8 \| 9 \| |         |         |
| Підприємства роздрібної торгівлі міста, за сферою діяльності |         |         |
| Рік | 2002 р. | 2001 р. |
| Продукти харчування | 37,5%   | 33,3%   |
| Одяг та взуття | 0%      | 0%      |
| Товари для дому | 0%      | 0%      |
| Книги та періодичні видання | 0%      | 0%      |
| Промислова хімічна продукція | 25%     | 22,2%   |
| Продукція, пов'язана з транспортними засобами | 12,5%   | 11,1%   |
| Інше | 25%     | 33,3%   |
| Усього підприємств | 8       | 9       |

#### Сфера послуг
| \| Підприємства міста, що працюють у сфері послуг, за діяльністю \| Підприємства міста, що працюють у сфері послуг, за діяльністю \| Підприємства міста, що працюють у сфері послуг, за діяльністю \| \| Рік \| 2002 р. \| 2001 р. \| \| ------------------------------------------------------------- \| ------------------------------------------------------------- \| ------------------------------------------------------------- \| \| Гуртова торгівля \| 26,1% \| 20% \| \| Готелі та готельний бізнес \| 34,8% \| 40% \| \| Транспорт та зв'язок \| 13% \| 20% \| \| Посередницькі фінансові послуги \| 0% \| 0% \| \| Послуги підприємствам \| 0% \| 0% \| \| Послуги фізичним особам \| 8,7% \| 10% \| \| Нерухомість та ін. \| 17,4% \| 10% \| \| Усього підприємств \| 23 \| 20 \| |         |         |
| Підприємства міста, що працюють у сфері послуг, за діяльністю |         |         |
| Рік | 2002 р. | 2001 р. |
| Гуртова торгівля | 26,1%   | 20%     |
| Готелі та готельний бізнес | 34,8%   | 40%     |
| Транспорт та зв'язок | 13%     | 20%     |
| Посередницькі фінансові послуги | 0%      | 0%      |
| Послуги підприємствам | 0%      | 0%      |
| Послуги фізичним особам | 8,7%    | 10%     |
| Нерухомість та ін. | 17,4%   | 10%     |
| Усього підприємств | 23      | 20      |

## Житловий фонд
У 2001 р. 4,9% усіх родин (домогосподарств) мали житло метражем до 59 м2, 29,2% - від 60 до 89 м2, 33,7% - від 90 до 119 м2 і
32,3% - понад 120 м2.

З усіх будівель у 2001 р. 93,2% було одноповерховими, 5,1% - двоповерховими, 1,3
% - триповерховими, 0,4% - чотириповерховими, 0% - п'ятиповерховими, 0% - шестиповерховими,
0% - семиповерховими, 0% - з вісьмома та більше поверхами.

## Автопарк
| \| Автомобілі, зареєстровані у місті, за призначенням \| Автомобілі, зареєстровані у місті, за призначенням \| Автомобілі, зареєстровані у місті, за призначенням \| \| Рік \| 2006 р. \| 2005 р. \| \| -------------------------------------------------- \| -------------------------------------------------- \| -------------------------------------------------- \| \| Приватні автомобілі \| 61,9% \| 62% \| \| Мотоцикли \| 11,2% \| 11,5% \| \| Вантажівки \| 23,2% \| 23,5% \| \| Трактори \| 0% \| 0,3% \| \| Автобуси та ін. \| 3,7% \| 2,8% \| \| Усього автомобілів \| 766 шт. \| 758 шт. \| |         |         |
| Автомобілі, зареєстровані у місті, за призначенням |         |         |
| Рік | 2006 р. | 2005 р. |
| Приватні автомобілі | 61,9%   | 62%     |
| Мотоцикли | 11,2%   | 11,5%   |
| Вантажівки | 23,2%   | 23,5%   |
| Трактори | 0%      | 0,3%    |
| Автобуси та ін. | 3,7%    | 2,8%    |
| Усього автомобілів | 766 шт. | 758 шт. |

## Вживання каталанської мови
У 2001 р. каталанську мову у місті розуміли 99,2% усього населення (у 1996 р. - 99,4%), вміли говорити нею 92,1% (у 1996 р. - 
92,1%), вміли читати 88,6% (у 1996 р. - 88,1%), вміли писати 71,3
% (у 1996 р. - 64,6%). Не розуміли каталанської мови 0,8%.

## Політичні уподобання
У виборах до Парламенту Каталонії у 2006 р. взяло участь 460 осіб (у 2003 р. - 482 особи). Голоси за політичні сили розподілилися таким чином:
| \| Вибори до Парламенту Каталонії \| Вибори до Парламенту Каталонії \| Вибори до Парламенту Каталонії \| \| Рік \| 2006 р. \| 2003 р. \| \| -------------------------------------- \| ------------------------------ \| ------------------------------ \| \| Конвергенція та Єднання (CiU) \| 50,4% \| 43,8% \| \| Соціалістична партія Каталонії (PSC) \| 12,4% \| 11% \| \| Народна партія (PP) \| 4,8% \| 5,4% \| \| Ініціатива за зелену Каталонію (IC) \| 7,2% \| 5,2% \| \| Республіканська лівиця Каталонії (ERC) \| 23,7% \| 33,4% \| \| Громадянська партія (C's) \| 0,4% \| 0% \| \| Інші \| 1,1% \| 1,2% \| |         |         |
| Вибори до Парламенту Каталонії |         |         |
| Рік | 2006 р. | 2003 р. |
| Конвергенція та Єднання (CiU) | 50,4%   | 43,8%   |
| Соціалістична партія Каталонії (PSC) | 12,4%   | 11%     |
| Народна партія (PP) | 4,8%    | 5,4%    |
| Ініціатива за зелену Каталонію (IC) | 7,2%    | 5,2%    |
| Республіканська лівиця Каталонії (ERC) | 23,7%   | 33,4%   |
| Громадянська партія (C's) | 0,4%    | 0%      |
| Інші | 1,1%    | 1,2%    |

У муніципальних виборах у 2007 р. взяло участь 478 осіб (у 2003 р. - 458 осіб). Голоси за політичні сили розподілилися таким чином:
| \| Муніципальні вибори \| Муніципальні вибори \| Муніципальні вибори \| \| Рік \| 2007 р. \| 2003 р. \| \| -------------------------------------- \| ------------------- \| ------------------- \| \| Конвергенція та Єднання (CiU) \| 30,1% \| 0% \| \| Соціалістична партія Каталонії (PSC) \| 0% \| 0% \| \| Народна партія (PP) \| 0% \| 0% \| \| Ініціатива за зелену Каталонію (IC) \| 11,5% \| 28,2% \| \| Республіканська лівиця Каталонії (ERC) \| 58,4% \| 71,8% \| \| Громадянська партія (C's) \| 0% \| 0% \| \| Інші \| 0% \| 0% \| |         |         |
| Муніципальні вибори |         |         |
| Рік | 2007 р. | 2003 р. |
| Конвергенція та Єднання (CiU) | 30,1%   | 0%      |
| Соціалістична партія Каталонії (PSC) | 0%      | 0%      |
| Народна партія (PP) | 0%      | 0%      |
| Ініціатива за зелену Каталонію (IC) | 11,5%   | 28,2%   |
| Республіканська лівиця Каталонії (ERC) | 58,4%   | 71,8%   |
| Громадянська партія (C's) | 0%      | 0%      |
| Інші | 0%      | 0%      |